# Giáo phận Andong
Giáo phận Andong (tiếng Hàn Quốc: 천주교 안동교구; tiếng Latinh: Dioecesis Andongensis) là một giáo phận của Giáo hội Latinh trực thuộc Giáo hội Công giáo Rôma ở Andong, Hàn Quốc. Giáo phận là một giáo phận trực thuộc Tổng giáo phận Daegu.

## Địa giới
Địa giới giáo phận bao gồm các thành phố Mungyeong, Sangju, Andong, Yeongju và các huyện Bonghwa, Yeongdeok, Yeongyang, Yecheon, Uljin, Uiseong và Cheongsong thuộc tỉnh Gyeongsang Bắc ở Hàn Quốc.
Tòa giám mục được đặt tại thành phố Andong, cũng là nơi đặt Nhà thờ chính tòa Mokseong-dong, nhà thờ chính tòa của giáo phận.
Giáo phận bao phủ diện tích 10.788 km² và được chia thành 108 giáo xứ.

## Lịch sử
Giáo phận được thành lập vào ngày 29/5/1969 theo tông sắc Quae in Actibus của Giáo hoàng Phaolô VI, trên phần lãnh thổ tách ra từ Tổng giáo phận Daegu và Giáo phận Wonju.

## Giám mục quản nhiệm
Các giai đoạn trống tòa không quá 2 năm hay không rõ ràng bị loại bỏ
- René Marie Albert Dupont, M.E.P. (29/5/1969 - 6/10/1990 từ nhiệm)
- Inhaxiô Pak Sok-hi † (6/10/1990 - 4/10/2000 qua đời)
- Gioan Kim Khẩu Kwon Hyok-ju, từ 16/10/2001

## Thống kê
Đến năm 2020, giáo phận có 52.326 giáo dân trên dân số tổng cộng 706.978, chiếm 7,4%.
| Năm  | Dân số   | Dân số    | Dân số | Linh mục      | Linh mục       | Linh mục      | Linh mục                | Phó tế | Tu sĩ     | Tu sĩ    | Giáo xứ |
| Năm  | giáo dân | tổng cộng | %      | linh mục đoàn | linh mục triều | linh mục dòng | tỉ lệ giáo dân/linh mục | Phó tế | nam tu sĩ | nữ tu sĩ | Giáo xứ |
| ---- | -------- | --------- | ------ | ------------- | -------------- | ------------- | ----------------------- | ------ | --------- | -------- | ------- |
| 1970 | 27.742   | 1.713.880 | 1,6    | 25            | 7              | 18            | 1.109                   |        | 18        | 32       | 19      |
| 1980 | 30.038   | 1.540.000 | 2,0    | 29            | 16             | 13            | 1.035                   |        | 16        | 50       | 21      |
| 1990 | 39.908   | 1.787.000 | 2,2    | 32            | 24             | 8             | 1.247                   |        | 12        | 93       | 24      |
| 1999 | 42.771   | 915.760   | 4,7    | 46            | 42             | 4             | 929                     |        | 4         | 147      | 29      |
| 2000 | 43.437   | 935.675   | 4,6    | 49            | 48             | 1             | 886                     |        | 1         | 156      | 31      |
| 2001 | 44.350   | 906.573   | 4,9    | 51            | 50             | 1             | 869                     |        | 1         | 157      | 31      |
| 2002 | 44.130   | 889.832   | 5,0    | 51            | 50             | 1             | 865                     |        | 1         | 151      | 31      |
| 2003 | 44.211   | 844.396   | 5,2    | 54            | 53             | 1             | 818                     |        | 1         | 170      | 32      |
| 2004 | 44.666   | 846.476   | 5,3    | 58            | 54             | 4             | 770                     |        | 4         | 171      | 33      |
| 2006 | 45.283   | 785.472   | 5,8    | 63            | 57             | 6             | 718                     |        | 7         | 169      | 35      |
| 2012 | 47.837   | 761.000   | 6,3    | 67            | 63             | 4             | 713                     |        | 6         | 169      | 38      |
| 2015 | 49.487   | 728.959   | 6,8    | 75            | 63             | 12            | 659                     |        | 13        | 168      | 39      |
| 2018 | 51.359   | 717.858   | 7,2    | 79            | 69             | 10            | 650                     |        | 11        | 122      | 104     |
| 2020 | 52.326   | 706.978   | 7,4    | 83            | 81             | 2             | 630                     |        | 3         | 121      | 108     |